# Astérix y los normandos
Astérix y los normandos (en francés: Astérix et les Normands) es el noveno tomo de la serie de historietas Astérix creadas por Albert Uderzo (dibujos) y René Goscinny (guion). La historia se publicó originalmente en 1966 en la revista francesa Pilote en entregas de dos páginas semanales. En 1967 fue editada en formato de álbum, con una tirada inicial de 1.200.000 ejemplares, una cifra excepcional para la época. Parte del argumento de este álbum fue utilizado en la película de imagen real Astérix y Obélix al servicio de su majestad.

## Argumento
Como de costumbre, es un día apacible cuando llega a la aldea gala Filatelix, el cartero. Obélix le pregunta si se pueden enviar menhires por correo, a lo que el cartero le responde que sí, siempre que sean certificados para que no se pierdan en el reparto. En la correspondencia trae una carta desde Lutecia para el jefe Abraracúrcix. La carta es de su hermano Oceanónix, que le informa que su hijo quinceañero Gudurix (referencia al francés "Goût du risque": amor por el riesgo) estará de vacaciones en la aldea para ver si con ellos se hace un hombre, ya que la vida de ciudad lo tiene muy blando. 
El «colérico» muchacho llega a la aldea conduciendo un carro tirado por cuatro caballos, y al tío lo trata de «viejo». Astérix alaba el carro del mozo, y éste le contesta que es un sport fabricado en Mediolanum. El jefe le encarga a Astérix y a Obélix que se ocupen del joven. Astérix organiza un baile de recepción en su honor. El muchacho se aburre con la música y los bailes provincianos, hasta que sube al proscenio, le quita la lira a Asurancetúrix, el bardo, y les dice que les tocará lo que se baila en las catacumbas de Lutecia, el Pata Pata y otros bailes modernos; pronto todos bailan entusiasmados, hasta Obélix. El baile termina cuando el bardo recupera su lira y comienza a cantar. Todos se van y el joven le dice que está perdiendo el tiempo, que debería ir a cantar al Olímpix de Lutecia.
Mientras, muy al norte de la Galia, en un país donde las noches son larguísimas y el frío del invierno es insoportable para cualquiera menos para los normandos, un grupo de ellos celebra una importante reunión: ansían saber lo que es el miedo, pues quieren saberlo todo y lo único que les falta es conocer eso, porque han oído que se dice «salir volando de miedo», y están convencidos de que les dará la facultad de volar como los pájaros. El jefe pide que le traigan unos calvados, su bebida nacional, en unos cráneos de vencidos, pero bien llenos. El problema que tienen es que al no conocer lo que es el miedo, los niños no temen al ogro, los mayores no temen a la autoridad y el hipo es una enfermedad prácticamente incurable, así que el jefe Grosenbaf ("gran tortazo" en francés "germanizado") les propone ir a donde conozcan el miedo y allí averiguar de qué se trata.
Tres semanas después, se embarcan en un drakkar y emprenden así su viaje de estudios. Grosenbaf elige al azar la Galia como tierra a la que dirigirse; pero no sabe que los galos no son especialistas en el miedo, y que lo único que temen es que el cielo se les caiga en la cabeza.
Astérix, Obélix y Gudurix están en la playa, y el joven avista un barco normando, lo reconoce inmediatamente como tal y corre despavorido a la aldea. Abraracúrcix hace volver a Astérix y a Obélix a la playa para ver qué hacen los visitantes, que, en cuanto llegan a la playa, comienzan a montar el campamento. Astérix y Obélix regresan a la aldea y se lo cuentan al jefe, y que tienen nombres muy raros, todos terminados en «af», como Pataf, Epitaf, Complementaf, Soldaf, Mataf y Castañaf.
Grosenbaf envía a su ayudante Soldaf al interior del territorio a espiar a los galos. A su regreso, le cuenta que los galos, igual que ellos, ignoran lo que es el miedo, pero que hay uno que presume de conocerlo, incluso dice que es campeón del miedo. El jefe manda organizar una expedición para capturarlo y traerlo vivo.
Los normandos capturan a Gudurix cuando va de regreso a Lutecia. Astérix y Obélix encuentran el carro del joven en el bosque, y por las huellas suponen que ha sido secuestrado. Una patrulla romana observa que hay una pelea en la playa, y el decurión vuelve a su campamento para hacer un informe del acontecimiento por triplicado, pero el centurión los manda de vuelta a la playa a detener la pelea. Cuando llegan a la costa, se meten en medio de la contienda que tienen los normandos con Astérix y Obélix, y se llevan la peor parte.
La patrulla romana vuelve al campamento e informa de que no hay más que una discusión entre bañistas. Astérix y Obélix llegan a la tienda del jefe normando y le preguntan por qué han raptado a Gudurix. El jefe les contesta que el campeón les enseñará a tener miedo y a volar, y luego lo soltarán. Astérix le pregunta al jefe normando si les devolverán al joven y se irán de la Galia si les enseñan a tener miedo. Grosenbaf le contesta que sí, porque ellos no han venido en viaje de guerra, sino de estudios. Serán sus descendientes quienes volverán, pero siglos después. Astérix le responde que en la aldea tienen algo que servirá para enseñarles a tener miedo. Envía a Obélix a buscar al bardo Asurancetúrix, al que encuentra camino de Lutecia, siguiendo el consejo de Gudurix, del que no sabe que ha sido hecho prisionero. Al enterarse, el bardo acepta ir a salvar a quien es el único que ha sabido apreciar sus dotes de cantante y el que le ha recomendado presentarse en el Olímpix de Lutecia.
Mientras esperan el regreso de Obélix, el jefe normando pierde la paciencia y lleva a Gudurix al borde de un acantilado para que les enseñe a volar de miedo. Justo cuando lo van tirar al vacío, interviene Astérix y se arma la gran pelea; el joven, al ver la soledad de Astérix contra tantos normandos, pierde todo su temor y con gran coraje pelea junto a él.
Cuando están en medio de la pelea, llegan Obélix y el bardo. Astérix pide detener el combate para enseñarles lo que es tener miedo, y hace cantar al bardo delante de los normandos. Éstos, al oírlo, se enteran de lo que es tener miedo, aunque todavía no les aparecen alas. Liberan al joven y regresan a su patria, pero lo único que no les resulta es lo de volar de miedo.
En la aldea, el tío está orgulloso de su ahora valiente sobrino, que completa su aprendizaje con Obélix, que, entre otras cosas, le enseña a cazar jabalíes y a atacar a las patrullas romanas. 
Terminan las vacaciones del joven, y Abraracúrcix organiza un gran banquete de despedida, pero también es en homenaje al bardo, que fue el héroe de la jornada: esta vez, en el banquete, se le permite cantar todo lo que se le ocurra.

## Personajes
- Astérix: Guerrero galo, héroe de estas aventuras.
- Obélix: Repartidor de menhires. Íntimo de Astérix.
- Panorámix: Druida de la aldea. Fabrica la poción mágica.
- Asurancetúrix: Bardo de la aldea.
- Abraracúrcix: Jefe de la aldea.
- Idefix: Perro mascota de Obélix que lo sigue a todas partes.
- Filatélix: Cartero galo.
- Oceanónix: Hermano de Abraracúrcix, vive en Lutecia (París)
- Gudúrix: Hijo de Oceanónix, quinceañero colérico. Una montaña rusa de Parc Astétrix lleva su nombre.
- Grosenbaf: Jefe normando.
- Soldaf - Ayudante de Grosenbaf.
- Pataf, Epitaf, Complementaf, Mataf, Castañaf, Dactilograf, Estenograf,
 son algunos nombres de guerreros normandos.